# Castanopsis argyrophylla
Castanopsis argyrophylla ist eine in Südostasien vorkommende Baumart aus der Familie der Buchengewächse (Fagaceae).

## Merkmale
Castanopsis argyrophylla ist ein immergrüner, bis über 20 Meter hoher Baum. Der Stammdurchmesser erreicht über 65 Zentimeter.
Die etwa 4 Zentimeter großen Fruchtbecher (Cupulae) sind mit verzweigten und einfachen Stacheln besetzt. Die holzigen Stacheln sind behaart und verkahlend. Jeder Fruchtbecher enthält eine einzelne, kleine Nuss. Die Nuss ist regelmäßig und eiförmig.
Blütezeit ist von Februar bis November, meist von Juni bis Juli. Die Fruchtreife erfolgt von März bis Dezember, meist von August bis November.

## Verbreitung und Standorte
Die Art kommt in Thailand, China, Indien, Myanmar und Vietnam vor. Sie wächst in tieferen immergrünen Bergwäldern, in Eichen-Kiefern-Wäldern, in trockenen immergrünen Wäldern. Sie kommen von 350 bis 1300 m Seehöhe vor, meist zwischen 500 und 900 m.

## Taxonomie
Castanopsis argyrophylla King ex Hook.f. hat das Synonym Castanopsis tribuloides var. ferox Kurz non (Roxb.) King ex Hook.f.

## Belege
- Castanopsis argyrophylla in der Flora of China, Vol. 4.
- Annals of the Royal Botanic Garden, Calcutta. Vol. II, 1889, S. 100 f, online auf biodiversitylibrary.org.
- Chamlong Phengklai: A synoptic account of the Fagaceae of Thailand. In: Thai Forest Bulletin. 2006, Band 34, S. 53–175.